# Ен Садерн
Ен Садерн (енгл. Ann Sothern; Вали Сити, 22. јануар 1909 — Кечум, 15. март 2001) је била америчка глумица.